# Бургнол
Бургнол (фр. Bourguenolles) насеље је и општина у северној Француској у региону Доња Нормандија, у департману Манш која припада префектури Сен Ло.
По подацима из 2011. године у општини је живело 333 становника, а густина насељености је износила 43,53 становника/km². Општина се простире на површини од 7,65 km². Налази се на средњој надморској висини од 100 метара (максималној 184 m, а минималној 91 m).

## Демографија
| 1936.                             | 1968. | 1975. | 1982. | 1990. | 1999. | 2011. |
| --------------------------------- | ----- | ----- | ----- | ----- | ----- | ----- |
| 311 1.946=324 1.954=355 1.962=322 | 256   | 225   | 206   | 250   | 244   | 333   |

График промене броја становника у току последњих година